# Vålerenga Fotball 2016
Questa voce raccoglie le informazioni riguardanti il Vålerenga Fotball nelle competizioni ufficiali della stagione 2016.

## Stagione
Il 1º dicembre 2015, il Vålerenga ha ufficializzato sul proprio sito internet il cambio di sponsor tecnico, a partire dal 1º gennaio 2016: il materiale tecnico sarebbe stato infatti curato da Umbro, che ha preso il posto di Adidas. L'11 dicembre è stato ufficializzato il calendario per il campionato 2016, con il Vålerenga che avrebbe cominciato la stagione nel fine settimana dell'11-13 marzo 2016, ospitando il Viking. Il 7 gennaio 2016, il Vålerenga ha comunicato i numeri di maglia in vista della nuova stagione.
Il 1º aprile è stato sorteggiato il primo turno del Norgesmesterskapet 2016: il Vålerenga avrebbe così fatto visita al Løten. Al secondo turno, la squadra è stata sorteggiata contro l'Hønefoss. Al turno successivo, il Vålerenga avrebbe fatto visita al KFUM Oslo. Dopo aver superato anche questo avversario, il Vålerenga ha battuto il Vidar, prima di salutare la competizione ai quarti di finale con l'eliminazione per mano dello Strømsgodset.

## Maglie e sponsor
Lo sponsor tecnico per la stagione 2016 è stato Umbro, mentre lo sponsor ufficiale è stato DnB. La prima divisa era composta da una maglietta blu con rifiniture rosse, pantaloncini bianchi con inserti rossi e calzettoni blu a strisce orizzontali rosse. Quella da trasferta era costituita da una maglietta bianca con inserti rossi, pantaloncini blu e calzettoni bianchi. La terza divisa era nera con strisce verticali verdi, pantaloncini neri e calzettoni grigio-verdi.
| Casa | Trasferta | Terza divisa |

## Rosa
| N. |                     | Ruolo | Calciatore               |
| -- | ------------------- | ----- | ------------------------ |
| 1  | Svezia (bandiera)   | P     | Marcus Sandberg          |
| 2  | Norvegia (bandiera) | D     | Niklas Gunnarsson        |
| 3  | Estonia (bandiera)  | D     | Enar Jääger              |
| 4  | Norvegia (bandiera) | D     | Jonatan Tollås Nation    |
| 5  | Svezia (bandiera)   | D     | Robert Lundström         |
| 6  | Norvegia (bandiera) | D     | Simon Larsen             |
| 7  | Norvegia (bandiera) | C     | Daniel Fredheim Holm     |
| 8  | Norvegia (bandiera) | C     | Magnus Lekven            |
| 8  | Svezia (bandiera)   | C     | Jesper Arvidsson         |
| 9  | Svezia (bandiera)   | C     | Rasmus Lindkvist         |
| 10 | Norvegia (bandiera) | C     | Ghayas Zahid             |
| 14 | Norvegia (bandiera) | C     | Herman Stengel           |
| 15 | Norvegia (bandiera) | D     | Markus Nakkim            |
| 16 | Norvegia (bandiera) | C     | Vajebah Sakor            |
| 17 | Norvegia (bandiera) | A     | Niklas Castro            |
| 18 | Norvegia (bandiera) | C     | Rino Falk Larsen         |
| 19 | Norvegia (bandiera) | C     | Christian Grindheim      |
| 20 | Norvegia (bandiera) | A     | Henrik Kjelsrud Johansen |
| 20 | Norvegia (bandiera) | C     | Mattias Totland          |
| 21 | Norvegia (bandiera) | C     | Simen Juklerød           |

| N. |                     | Ruolo | Calciatore              |
| -- | ------------------- | ----- | ----------------------- |
| 22 | Islanda (bandiera)  | A     | Elías Már Ómarsson      |
| 23 | Norvegia (bandiera) | C     | Sander Berge            |
| 24 | Norvegia (bandiera) | D     | Kjetil Wæhler           |
| 25 | Norvegia (bandiera) | A     | Mohammed Abdellaoue     |
| 26 | Giamaica (bandiera) | A     | Deshorn Brown           |
| 28 | Norvegia (bandiera) | A     | Thomas Elsebutangen     |
| 29 | Norvegia (bandiera) | C     | Magnus Retsius Grødem   |
| 30 | Norvegia (bandiera) | P     | Aslak Falch             |
| 33 | Norvegia (bandiera) | D     | Anders Nedrebø          |
| 34 | Norvegia (bandiera) | P     | Adrian Jonuzi Møller    |
| 38 | Norvegia (bandiera) | D     | Kristoffer Hay          |
| 39 | Ghana (bandiera)    | C     | Ernest Agyiri           |
| 40 | Norvegia (bandiera) | D     | Mathusan Sandrakumar    |
| 41 | Norvegia (bandiera) | D     | Sander Pettersen        |
| 42 | Norvegia (bandiera) | C     | Ulrik Koren             |
| 43 | Norvegia (bandiera) | A     | Henrik Udahl            |
| –– | Islanda (bandiera)  | C     | Samúel Kári Friðjónsson |
| –– | Norvegia (bandiera) | C     | Brede Sandmoen          |

## Calciomercato

### Sessione invernale(dal 01/01 al 31/03)
| Arrivi           | Arrivi            | Arrivi   | Arrivi        |
| R.               | Nome              | da       | Modalità      |
| ---------------- | ----------------- | -------- | ------------- |
| P                | Aslak Falch       |          | svincolato    |
| P                | Marcus Sandberg   |          | svincolato    |
| D                | Anders Nedrebø    |          | svincolato    |
| C                | Jesper Arvidsson  |          | svincolato    |
| C                | Simen Juklerød    |          | svincolato    |
| C                | Vajebah Sakor     | Juventus | prestito      |
| C                | Brede Sandmoen    | Holmen   | definitivo    |
| Altre operazioni |                   |          |               |
| R.               | Nome              | da       | Modalità      |
| D                | Niklas Gunnarsson | Elfsborg | fine prestito |
| A                | Riki Alba         | Bærum    | fine prestito |

| Partenze | Partenze           | Partenze       | Partenze      |
| R.       | Nome               | a              | Modalità      |
| -------- | ------------------ | -------------- | ------------- |
| P        | Sascha Burchert    | Hertha Berlino | fine prestito |
| P        | Lars Hirschfeld    |                | svincolato    |
| P        | Michael Langer     |                | svincolato    |
| D        | Niklas Gunnarsson  | Hibernian      | prestito      |
| D        | Markus Nakkim      | Strømmen       | prestito      |
| D        | Ivan Näsberg       | Varberg        | prestito      |
| C        | Melker Hallberg    | Udinese        | fine prestito |
| C        | Alexander Mathisen |                | svincolato    |
| A        | Riki Alba          | Varberg        | prestito      |
| A        | Morten Berre       |                | ritiro        |
| A        | Daniel Braaten     |                | svincolato    |

### Tra le due sessioni
| Arrivi | Arrivi            | Arrivi    | Arrivi        |
| R.     | Nome              | da        | Modalità      |
| ------ | ----------------- | --------- | ------------- |
| D      | Niklas Gunnarsson | Hibernian | fine prestito |

| Partenze | Partenze         | Partenze | Partenze   |
| R.       | Nome             | a        | Modalità   |
| -------- | ---------------- | -------- | ---------- |
| C        | Jesper Arvidsson |          | svincolato |
| C        | Mattias Totland  | Fana     | definitivo |
| A        | Deshorn Brown    | Shenzhen | definitivo |

### Sessione estiva(dal 21/07 al 17/08)
| Arrivi           | Arrivi                   | Arrivi          | Arrivi        |
| R.               | Nome                     | da              | Modalità      |
| ---------------- | ------------------------ | --------------- | ------------- |
| D                | Kristoffer Hay           | Hønefoss        | definitivo    |
| D                | Markus Nakkim            | Strømmen        | fine prestito |
| C                | Ernest Agyiri            | Manchester City | prestito      |
| C                | Samúel Kári Friðjónsson  |                 | svincolato    |
| C                | Magnus Lekven            | Esbjerg         | definitivo    |
| C                | Magnus Retsius Grødem    | Bryne           | definitivo    |
| A                | Thomas Elsebutangen      | Pors Grenland   | definitivo    |
| A                | Henrik Kjelsrud Johansen | Odd             | definitivo    |
| Altre operazioni |                          |                 |               |
| R.               | Nome                     | da              | Modalità      |
| A                | Riki Alba                | Varberg         | fine prestito |

| Partenze | Partenze           | Partenze            | Partenze   |
| R.       | Nome               | a                   | Modalità   |
| -------- | ------------------ | ------------------- | ---------- |
| D        | Niklas Gunnarsson  | Djurgården          | definitivo |
| A        | Riki Alba          | Ullensaker/Kisa     | prestito   |
| A        | Elías Már Ómarsson | IFK Göteborg        | prestito   |
| A        | Henrik Udahl       | Cincinnati Bearcats | definitivo |

## Risultati

### Eliteserien

#### Girone di andata
| Arbitro: | Johnsen (Tønsberg) |

|  |           |                              |
|  | Marcatori | 22’ Sverrisson 88’ Bringaker |

| Arbitro: | Steen (Bergen) |

|              |           |  |
| Ramsland 12’ | Marcatori |  |

| Arbitro: | Moen (Haugesund) |

|  |           |                          |
|  | Marcatori | 83’ de Lanlay 87’ Jensen |

| Arbitro: | Edvartsen (Hamar) |

|                      |           |           |
| Kassi 1’ Gorozia 90’ | Marcatori | 68’ Brown |

| Arbitro: | Hagen (Grue) |

|                                                            |           |  |
| Brown 41’ Fredheim Holm 61’ (rig.) Zahid 65’ Lindkvist 70’ | Marcatori |  |

| Arbitro: | Skjerven (Kaupanger) |

|                                                         |           |  |
| S. Svendsen 15’ Jääger 34’ (aut.) Strand 64’ Toivio 88’ | Marcatori |  |

| Arbitro: | Moen (Haugesund) |

|               |           |  |
| Brown 6’, 89’ | Marcatori |  |

| Arbitro: | Edvartsen (Hamar) |

|                     |           |  |
| Friday 8’ Jradi 30’ | Marcatori |  |

| Arbitro: | Hansen (Feda) |

|                                   |           |  |
| Jääger 21’ Brown 52’ Ómarsson 88’ | Marcatori |  |

| Bodø 11 maggio 2016, ore 19:00 10ª giornata | Bodø/Glimt           | 0 – 0 referto | Vålerenga | Aspmyra Stadion (2.898 spett.)\| Arbitro: \| Skjerven (Kaupanger) \| |
| Arbitro:                                    | Skjerven (Kaupanger) |               |           |                                                                      |

| Arbitro: | Johnsen (Tønsberg) |

|  |           |             |
|  | Marcatori | 18’ Ibrahim |

| Arbitro: | Moen (Haugesund) |

|                                        |           |                          |
| Keita 58’ Vilsvik 65’ Sakor 85’ (aut.) | Marcatori | 20’ Brown 28’ (aut.) Abu |

| Arbitro: | Hagen (Grue) |

|                |           |                         |
| Gyasi 12’, 83’ | Marcatori | 71’ Ómarsson 88’ Wæhler |

| Arbitro: | Hansen (Feda) |

|  |           |              |
|  | Marcatori | 41’ Zekhnini |

| Arbitro: | Hagen (Grue) |

|                                                    |           |                |
| Barmen 40’ Vega 52’ Lie Skålevik 81’ Huseklepp 85’ | Marcatori | 20’ Abdellaoue |

#### Girone di ritorno
| Arbitro: | Johnsen (Tønsberg) |

|           |           |           |
| Zahid 17’ | Marcatori | 69’ Sveen |

| Arbitro: | Moen (Haugesund) |

|                   |           |                                                                 |
| Børufsen 78’, 84’ | Marcatori | 23’ Tollås Nation 53’ Zahid 81’ Grindheim 88’ Kjelsrud Johansen |

| Arbitro: | Edvartsen (Hamar) |

|                                    |           |  |
| Abdellaoue 9’ Larsen 16’ Zahid 76’ | Marcatori |  |

| Arbitro: | Skjerven (Kaupanger) |

|  |           |                              |
|  | Marcatori | 22’ Lindkvist 79’ Abdellaoue |

| Arbitro: | Moen (Haugesund) |

|                             |           |                              |
| Zahid 31’, 90’ Juklerød 45’ | Marcatori | 14’ Barmen 55’ Heltne Nilsen |

| Arbitro: | Skjerven (Kaupanger) |

|              |           |           |
| Juklerød 65’ | Marcatori | 43’ Azemi |

| Arbitro: | Edvartsen (Hamar) |

|          |           |                     |
| Ruud 47’ | Marcatori | 45’, 64’ Abdellaoue |

| Arbitro: | Moen (Haugesund) |

|              |           |                     |
| Juklerød 58’ | Marcatori | 51’ Ulland Andersen |

| Arbitro: | Skjerven (Kaupanger) |

|            |           |           |
| Stølås 31’ | Marcatori | 75’ Zahid |

| Arbitro: | Johnsen (Tønsberg) |

|  |           |               |
|  | Marcatori | 1’ Abdellaoue |

| Arbitro: | Moen (Haugesund) |

|                                        |           |                        |
| Dahl Reitan 3’ Helland 29’ Bakenga 31’ | Marcatori | 37’ (aut.) Reginiussen |

| Arbitro: | Moen (Haugesund) |

|               |           |                 |
| Lindkvist 84’ | Marcatori | 3’ (rig.) Keita |

| Arbitro: | Hagen (Grue) |

|  |           |                                                   |
|  | Marcatori | 49’ Kjelsrud Johansen 58’ Tollås Nation 66’ Zahid |

| Arbitro: | Hafsås (Trondheim) |

|           |           |               |
| Sakor 80’ | Marcatori | 32’ G. Martin |

| Arbitro: | Hansen (Feda) |

|  |           |                                   |
|  | Marcatori | 43’ Abdellaoue 90’ Retsius Grødem |

### Norgesmesterskapet
| Arbitro: | Ingwardo |

|           |           |                                        |
| Mellum 2’ | Marcatori | 10’, 21’ Ómarsson 50’ Castro 66’ Udahl |

| Arbitro: | Brbovic |

|               |           |                               |
| Muqkurtaj 57’ | Marcatori | 14’ Zahid 21’ Brown 82’ Sakor |

| Arbitro: | Smehus Kringstad (Oslo) |

|  |           |                |
|  | Marcatori | 71’, 80’ Brown |

| Arbitro: | Smehus Kringstad (Oslo) |

|                                  |           |                        |
| Sakor 20’ Brown 84’ Juklerød 90’ | Marcatori | 56’ Kleppa Christensen |

| Arbitro: | Hansen (Feda) |

|                          |           |  |
| Pedersen 45’, 50’ (rig.) | Marcatori |  |

## Statistiche

### Statistiche di squadra
| Competizione       | Punti | In casa | In casa | In casa | In casa | In casa | In casa | In trasferta | In trasferta | In trasferta | In trasferta | In trasferta | In trasferta | Totale | Totale | Totale | Totale | Totale | Totale | DR |
| Competizione       | Punti | G       | V       | N       | P       | Gf      | Gs      | G            | V            | N            | P            | Gf           | Gs           | G      | V      | N      | P      | Gf     | Gs     | DR |
| ------------------ | ----- | ------- | ------- | ------- | ------- | ------- | ------- | ------------ | ------------ | ------------ | ------------ | ------------ | ------------ | ------ | ------ | ------ | ------ | ------ | ------ | -- |
| Eliteserien        | 38    | 15      | 5       | 5       | 5       | 20      | 14      | 15           | 5            | 3            | 7            | 21           | 25           | 30     | 10     | 8      | 12     | 41     | 39     | +2 |
| Norgesmesterskapet | -     | 1       | 1       | 0       | 0       | 3       | 1       | 4            | 3            | 0            | 1            | 9            | 4            | 5      | 4      | 0      | 1      | 12     | 5      | +7 |
| Totale             | -     | 16      | 6       | 5       | 5       | 23      | 15      | 19           | 8            | 3            | 8            | 30           | 29           | 35     | 14     | 8      | 13     | 53     | 44     | +9 |

### Andamento in campionato
| Giornata  | 1  | 2  | 3  | 4  | 5  | 6  | 7  | 8  | 9  | 10 | 11 | 12 | 13 | 14 | 15 | 16 | 17 | 18 | 19 | 20 | 21 | 22 | 23 | 24 | 25 | 26 | 27 | 28 | 29 | 30 |
| --------- | -- | -- | -- | -- | -- | -- | -- | -- | -- | -- | -- | -- | -- | -- | -- | -- | -- | -- | -- | -- | -- | -- | -- | -- | -- | -- | -- | -- | -- | -- |
| Luogo     | C  | T  | C  | T  | C  | T  | C  | T  | C  | T  | C  | T  | T  | C  | T  | C  | T  | C  | T  | C  | C  | T  | C  | T  | C  | T  | C  | T  | C  | T  |
| Risultato | P  | P  | P  | P  | V  | P  | V  | P  | V  | N  | P  | P  | N  | P  | P  | N  | V  | V  | V  | V  | N  | V  | N  | N  | P  | P  | N  | V  | N  | V  |
| Posizione | 16 | 16 | 16 | 16 | 13 | 15 | 13 | 14 | 11 | 11 | 10 | 14 | 13 | 14 | 15 | 15 | 13 | 13 | 10 | 10 | 10 | 9  | 9  | 10 | 10 | 11 | 11 | 11 | 11 | 10 |

Fonte:  Tippeligaen 2016, su altomfotball.no, Altomfotball. URL consultato il 18 gennaio 2017 (archiviato dall'url originale il 13 gennaio 2017).
Legenda:

Luogo: C = Casa; T = Trasferta. Risultato: V = Vittoria; N = Pareggio; P = Sconfitta.

### Statistiche dei giocatori
| Giocatore            | Eliteserien | Eliteserien | Eliteserien | Eliteserien | Norgesmesterskapet | Norgesmesterskapet | Norgesmesterskapet | Norgesmesterskapet | Coppe europee | Coppe europee | Coppe europee | Coppe europee | Altre coppe | Altre coppe | Altre coppe | Altre coppe | Totale   | Totale | Totale      | Totale     |
| Giocatore            | Presenze    | Reti        | Ammonizioni | Espulsioni  | Presenze           | Reti               | Ammonizioni        | Espulsioni         | Presenze      | Reti          | Ammonizioni   | Espulsioni    | Presenze    | Reti        | Ammonizioni | Espulsioni  | Presenze | Reti   | Ammonizioni | Espulsioni |
| -------------------- | ----------- | ----------- | ----------- | ----------- | ------------------ | ------------------ | ------------------ | ------------------ | ------------- | ------------- | ------------- | ------------- | ----------- | ----------- | ----------- | ----------- | -------- | ------ | ----------- | ---------- |
| M. Abdellaoue        | 18          | 6           | 4           | 0           | 1                  | 0                  | 0                  | 0                  |               |               |               |               |             |             |             |             | 19       | 6      | 4           | 0          |
| E. Agyiri            | 1           | 0           | 0           | 0           | 1                  | 0                  | 0                  | 0                  |               |               |               |               |             |             |             |             | 2        | 0      | 0           | 0          |
| J. Arvidsson         | 6           | 0           | 0           | 0           | 2                  | 0                  | 1                  | 0                  |               |               |               |               |             |             |             |             | 8        | 0      | 1           | 0          |
| S. Berge             | 25          | 0           | 1           | 0           | 5                  | 0                  | 0                  | 0                  |               |               |               |               |             |             |             |             | 30       | 0      | 1           | 0          |
| D. Brown             | 14          | 6           | 0           | 0           | 3                  | 4                  | 0                  | 0                  |               |               |               |               |             |             |             |             | 17       | 10     | 0           | 0          |
| N. Castro            | 9           | 0           | 1           | 0           | 4                  | 1                  | 0                  | 0                  |               |               |               |               |             |             |             |             | 13       | 1      | 1           | 0          |
| T. Elsebutangen      | 2           | 0           | 0           | 0           | 0                  | 0                  | 0                  | 0                  |               |               |               |               |             |             |             |             | 2        | 0      | 0           | 0          |
| A. Falch             | 13          | -19         | 1           | 0           | 4                  | -3                 | 0                  | 0                  |               |               |               |               |             |             |             |             | 17       | -22    | 1           | 0          |
| R. Falk Larsen       | 3           | 0           | 0           | 0           | 0                  | 0                  | 0                  | 0                  |               |               |               |               |             |             |             |             | 3        | 0      | 0           | 0          |
| D. Fredheim Holm     | 20          | 1           | 1           | 0           | 2                  | 0                  | 0                  | 0                  |               |               |               |               |             |             |             |             | 22       | 1      | 1           | 0          |
| S. Friðjónsson       | 0           | 0           | 0           | 0           | 0                  | 0                  | 0                  | 0                  |               |               |               |               |             |             |             |             | 0        | 0      | 0           | 0          |
| C. Grindheim         | 28          | 1           | 1           | 0           | 3                  | 0                  | 0                  | 0                  |               |               |               |               |             |             |             |             | 31       | 1      | 1           | 0          |
| N. Gunnarsson        | 0           | 0           | 0           | 0           | 0                  | 0                  | 0                  | 0                  |               |               |               |               |             |             |             |             | 0        | 0      | 0           | 0          |
| K. Hay               | 0           | 0           | 0           | 0           | 0                  | 0                  | 0                  | 0                  |               |               |               |               |             |             |             |             | 0        | 0      | 0           | 0          |
| E. Jääger            | 11          | 1           | 2           | 0           | 3                  | 0                  | 0                  | 0                  |               |               |               |               |             |             |             |             | 14       | 1      | 2           | 0          |
| A. Jonuzi Møller     | 0           | -0          | 0           | 0           | 0                  | -0                 | 0                  | 0                  |               |               |               |               |             |             |             |             | 0        | 0      | 0           | 0          |
| S. Juklerød          | 19          | 3           | 0           | 0           | 4                  | 1                  | 1                  | 0                  |               |               |               |               |             |             |             |             | 23       | 4      | 1           | 0          |
| H. Kjelsrud Johansen | 14          | 2           | 0           | 0           | 1                  | 0                  | 0                  | 0                  |               |               |               |               |             |             |             |             | 15       | 2      | 0           | 0          |
| K. Klaesson          | 0           | -0          | 0           | 0           | 0                  | -0                 | 0                  | 0                  |               |               |               |               |             |             |             |             | 0        | 0      | 0           | 0          |
| U. Koren             | 0           | 0           | 0           | 0           | 0                  | 0                  | 0                  | 0                  |               |               |               |               |             |             |             |             | 0        | 0      | 0           | 0          |
| S. Larsen            | 26          | 1           | 7           | 0           | 5                  | 0                  | 1                  | 0                  |               |               |               |               |             |             |             |             | 31       | 1      | 8           | 0          |
| M. Lekven            | 10          | 0           | 2           | 0           | 0                  | 0                  | 0                  | 0                  |               |               |               |               |             |             |             |             | 10       | 0      | 2           | 0          |
| R. Lindkvist         | 27          | 3           | 2           | 0           | 3                  | 0                  | 0                  | 0                  |               |               |               |               |             |             |             |             | 30       | 3      | 2           | 0          |
| R. Lundström         | 20          | 0           | 3           | 0           | 2                  | 0                  | 1                  | 0                  |               |               |               |               |             |             |             |             | 22       | 0      | 4           | 0          |
| M. Nakkim            | 6           | 0           | 1           | 0           | 1                  | 0                  | 0                  | 0                  |               |               |               |               |             |             |             |             | 7        | 0      | 1           | 0          |
| A. Nedrebø           | 5           | 0           | 0           | 0           | 2                  | 0                  | 1                  | 0                  |               |               |               |               |             |             |             |             | 7        | 0      | 1           | 0          |
| E. Ómarsson          | 13          | 2           | 0           | 0           | 3                  | 2                  | 0                  | 0                  |               |               |               |               |             |             |             |             | 16       | 4      | 0           | 0          |
| S. Pettersen         | 0           | 0           | 0           | 0           | 1                  | 0                  | 0                  | 0                  |               |               |               |               |             |             |             |             | 1        | 0      | 0           | 0          |
| M. Retsius Grødem    | 1           | 1           | 0           | 0           | 0                  | 0                  | 0                  | 0                  |               |               |               |               |             |             |             |             | 1        | 1      | 0           | 0          |
| V. Sakor             | 21          | 1           | 2           | 0           | 5                  | 2                  | 0                  | 0                  |               |               |               |               |             |             |             |             | 26       | 3      | 2           | 0          |
| M. Sandberg          | 17          | -20         | 0           | 0           | 1                  | -2                 | 0                  | 0                  |               |               |               |               |             |             |             |             | 18       | -22    | 0           | 0          |
| M. Sandrakumar       | 1           | 0           | 0           | 0           | 1                  | 0                  | 0                  | 0                  |               |               |               |               |             |             |             |             | 2        | 0      | 0           | 0          |
| H. Stengel           | 25          | 0           | 2           | 0           | 4                  | 0                  | 1                  | 0                  |               |               |               |               |             |             |             |             | 29       | 0      | 3           | 0          |
| J. Tollås Nation     | 11          | 2           | 2           | 0           | 1                  | 0                  | 0                  | 0                  |               |               |               |               |             |             |             |             | 12       | 2      | 2           | 0          |
| M. Totland           | 0           | 0           | 0           | 0           | 0                  | 0                  | 0                  | 0                  |               |               |               |               |             |             |             |             | 0        | 0      | 0           | 0          |
| H. Udahl             | 0           | 0           | 0           | 0           | 1                  | 1                  | 0                  | 0                  |               |               |               |               |             |             |             |             | 1        | 1      | 0           | 0          |
| K. Wæhler            | 21          | 1           | 10          | 0           | 2                  | 0                  | 0                  | 0                  |               |               |               |               |             |             |             |             | 23       | 1      | 10          | 0          |
| G. Zahid             | 28          | 8           | 4           | 0           | 4                  | 1                  | 0                  | 0                  |               |               |               |               |             |             |             |             | 32       | 9      | 4           | 0          |